# Anisodes nivestrota
Anisodes nivestrota är en fjärilsart som beskrevs av Paul Dognin 1914. Anisodes nivestrota ingår i släktet Anisodes och familjen mätare. Inga underarter finns listade i Catalogue of Life.